# Campionati europei di ciclismo su pista 2023 - Corsa a punti femminile
La corsa a punti femminile ai Campionati europei di ciclismo su pista 2023 si svolse l'11 febbraio 2023 presso il Velodrome Suisse di Grenchen, in Svizzera.

## Risultati
La gara si è corsa sulla distanza di 100 giri (25 km), con 10 sprint.
| Pos. | Atleta                 | Nazione       | Punti giro | Punti sprint | Ordine d'arrivo | Punti totali |
| ---- | ---------------------- | ------------- | ---------- | ------------ | --------------- | ------------ |
| 1    | Anita Stenberg         | Norvegia      | 20         | 36           | 3               | 56           |
| 2    | Shari Bossuyt          | Belgio        | 20         | 22           | 1               | 42           |
| 3    | Marie Le Net           | Francia       | 20         | 14           | 8               | 34           |
| 4    | Marit Raaijmakers      | Paesi Bassi   | 20         | 9            | 9               | 29           |
| 5    | Silvia Zanardi         | Italia        | 0          | 12           | 12              | 12           |
| 6    | Maria Martins          | Portogallo    | 0          | 9            | 2               | 9            |
| 7    | Neah Evans             | Gran Bretagna | 0          | 8            | 5               | 8            |
| 8    | Verena Eberhardt       | Austria       | 0          | 5            | 4               | 5            |
| 9    | Mia Griffin            | Irlanda       | 0          | 4            | 6               | 4            |
| 10   | Karolina Karasiewicz   | Polonia       | 0          | 2            | 15              | 2            |
| 11   | Argiro Milaki          | Grecia        | 0          | 0            | 7               | 0            |
| 12   | Léna Mettraux          | Svizzera      | 0          | 0            | 10              | 0            |
| 13   | Kristýna Burlová       | Rep. Ceca     | 0          | 0            | 11              | 0            |
| 14   | Laura Süßemilch        | Germania      | 0          | 0            | 13              | 0            |
| 15   | Ziortza Isasi          | Spagna        | -20        | 0            | 14              | -20          |
|      | Zsuzsanna Kercsó-Magos | Ungheria      | -60        | 0            | -               | ritirata     |
|      | Anna Kolyžuk           | Ucraina       | -60        | 0            | -               | ritirata     |
|      | Olivija Baleišytė      | Lituania      | 0          | 0            | -               | ritirata     |